# Караагаш (Аягозский район)
Караагаш (каз. Қараағаш) — село в Аягозском районе Абайской области Казахстана. Административный центр Карагашского сельского округа. Код КАТО — 633459100.

## Население
В 1999 году население села составляло 870 человек (446 мужчин и 424 женщины). По данным переписи 2009 года, в селе проживали 873 человека (412 мужчин и 461 женщина).